# كلارنس شابمان
كلارنس شابمان (بالإنجليزية: Clarence Chapman)‏ هو لاعب كرة قدم أمريكية أمريكي، ولد في 10 ديسمبر 1953 في ديترويت في الولايات المتحدة.

## وصلات خارجية
- كلارنس شابمان على موقع مرجع كرة القدم المحترفة.كوم (الإنجليزية)